# Altán Rudolfinum

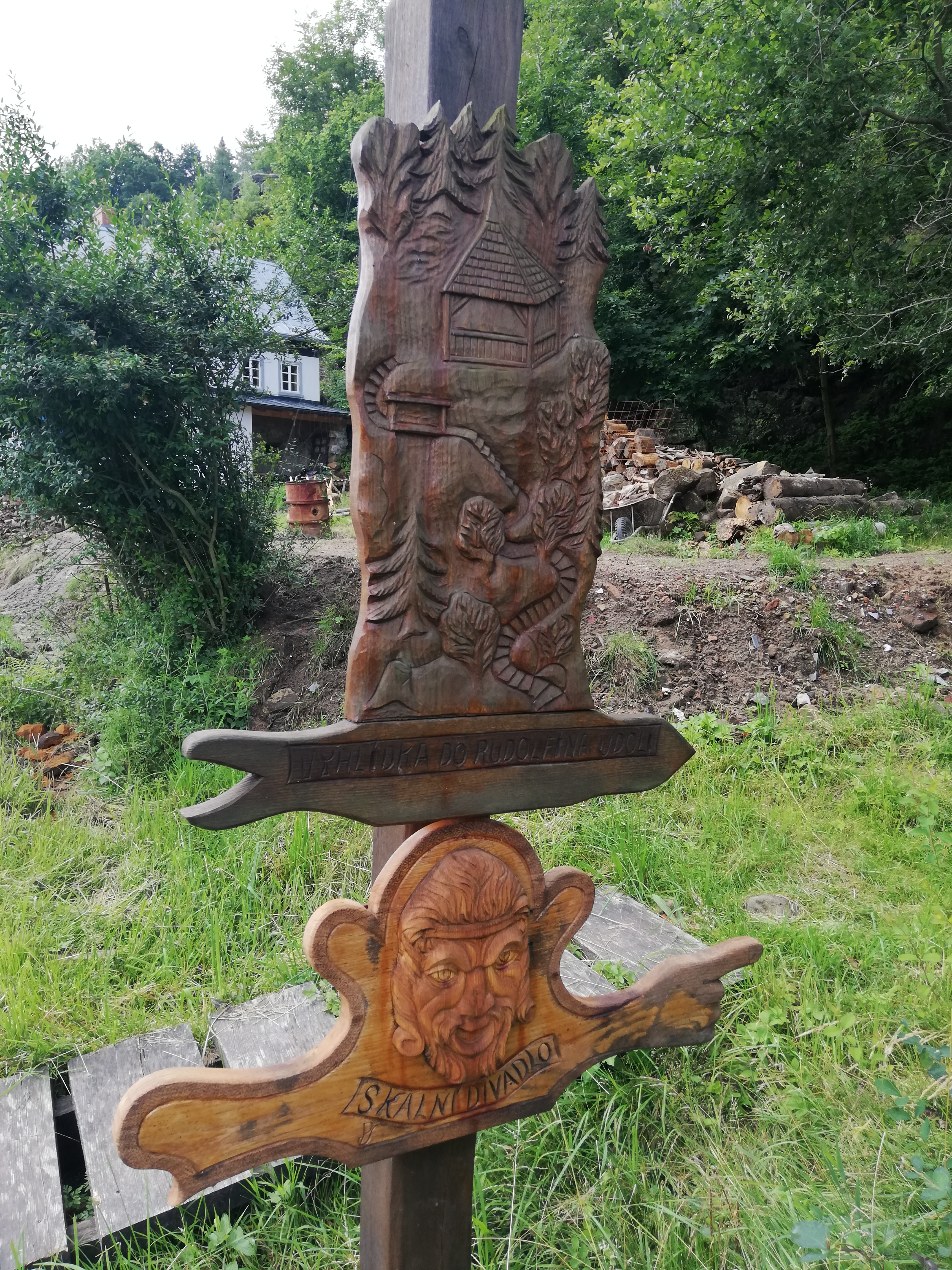
Dřevěný vyřezávaný ukazatel na dolním konci schodiště k altánu Rudolfinum od řezbáře Petra Jelínka

Vyhlídkový altán Rudolfinum je turistický přístřešek v okrese Česká Lípa v Libereckém kraji v nadmořské výšce asi 450 m nad obcí Horní Prysk. V místě je kromě altánu ještě tábořiště s výhledem na obec Horní Prysk a na zhruba 1100 metrů (vzdušnou čarou) vzdálený Ovčácký vrch (622 m n. m.).

## Popis
Altán byl pojmenován po významném místním občanovi.[ujasnit] Nachází se na 2500 metrů dlouhé Meixnerově pohybové stezce, jenž začíná u místního obecního úřadu v Dolním Prysku a končí v centru Horního Prysku. Pohybová stezka vytváří přirozenou volnočasovou a turistickou spojnici obou částí Prysku, vede mimo silnici a její projekt byl v obci Prysk realizován za přispění prostředků státního rozpočtu ČR z programu Ministerstva pro místní rozvoj.

## Dostupnost
Altán Rudolfinum je přístupný pohodlným dřevěným schodištěm začínajícím u silnice, která spojuje Prácheň (část města Kamenický Šenov) s Horním Pryskem. Odbočka ze silnice na schodiště vedoucí k altánu Rudolfinum je označena dřevěným ukazatelem. Tento a ostatní směrovníky na celé pohybové stezce byly vytvořeny místním rodákem – řezbářem Petrem Jelínkem.

## Historický altán
Proti altánu Rudolfinum východním směrem (zhruba 200 metrů vzdušnou čarou) na protějším kopci (oba kopce s altány nad Horním Pryskem jsou odděleny údolím, kterým vede výše zmiňovaná silnice Prácheň – Horní Prysk) se nachází tzv. historický altán. Tento altán byl vystavěn jako kopie podle dosud jediné dochované dobové fotografie. Historický altán leží rovněž na Meixnerově pohybové stezce, se zmiňovanou silnicí je spojen taktéž dřevěným schodištěm a jiným schodištěm je dále napojen na kiosek u koupaliště v Horním Prysku.

## Galerie

Pohledy od altánu Rudolfinum
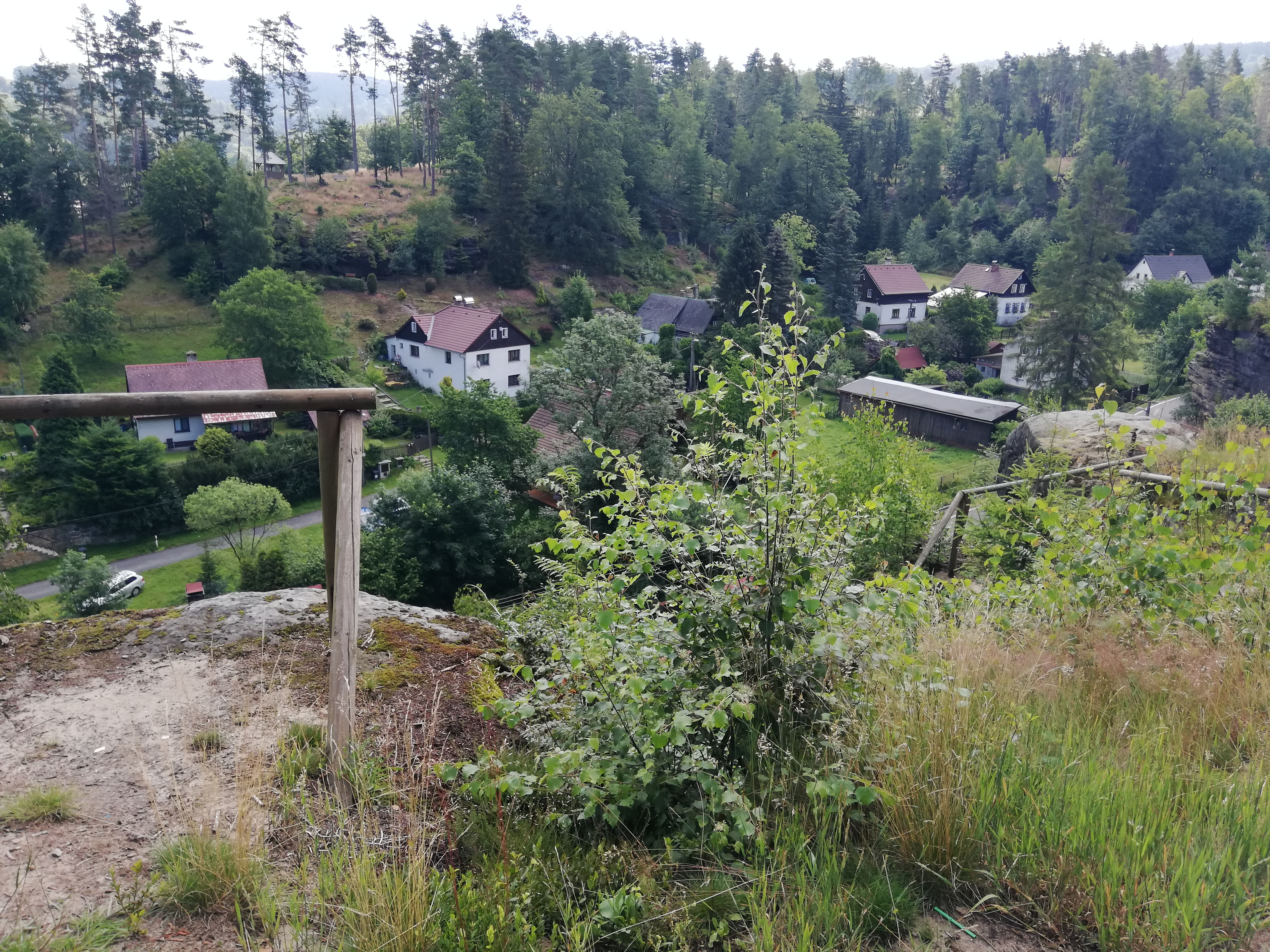
Pohled na Horní Prysk
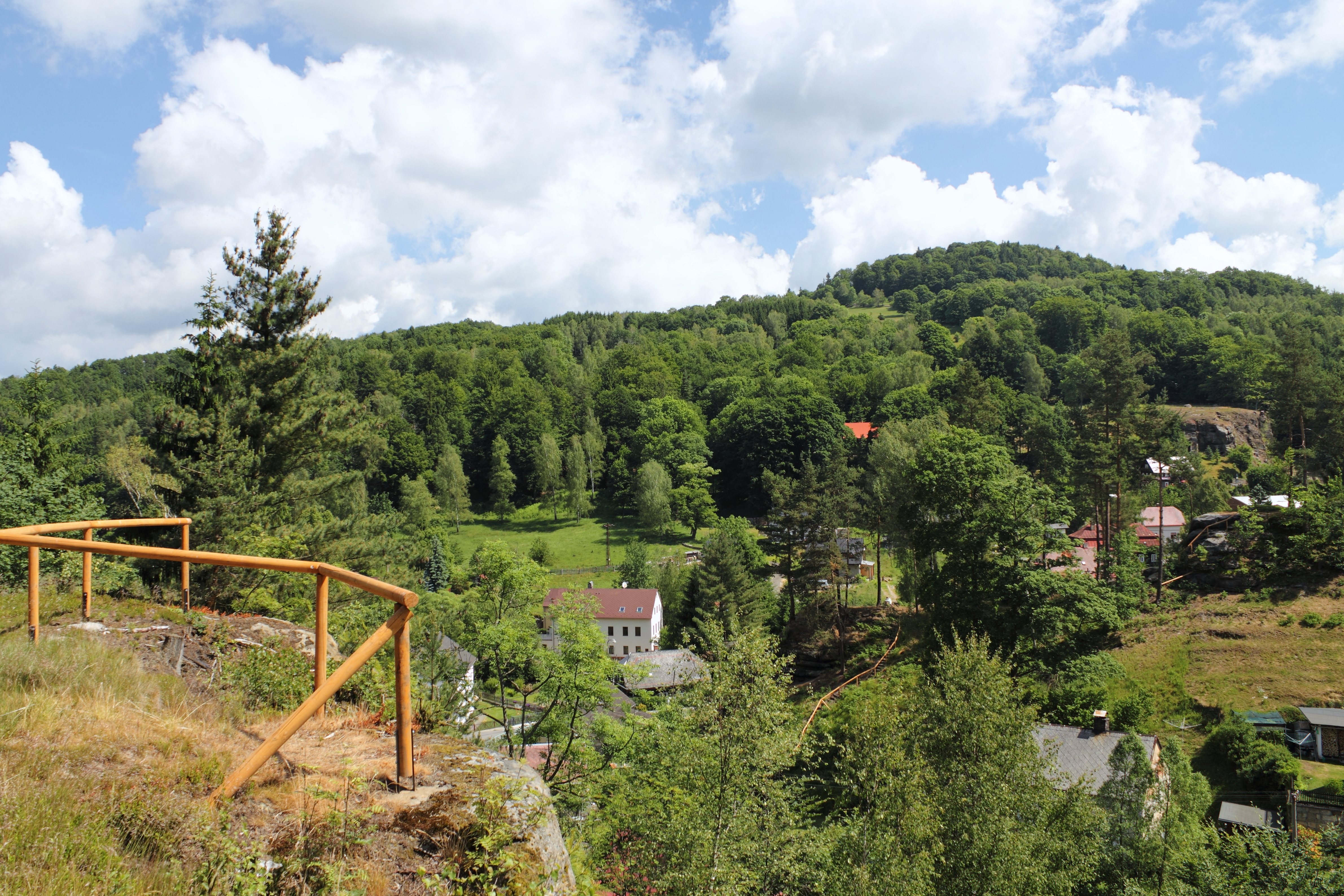
Pohled na Horní Prysk, v pozadí Ovčácký vrch
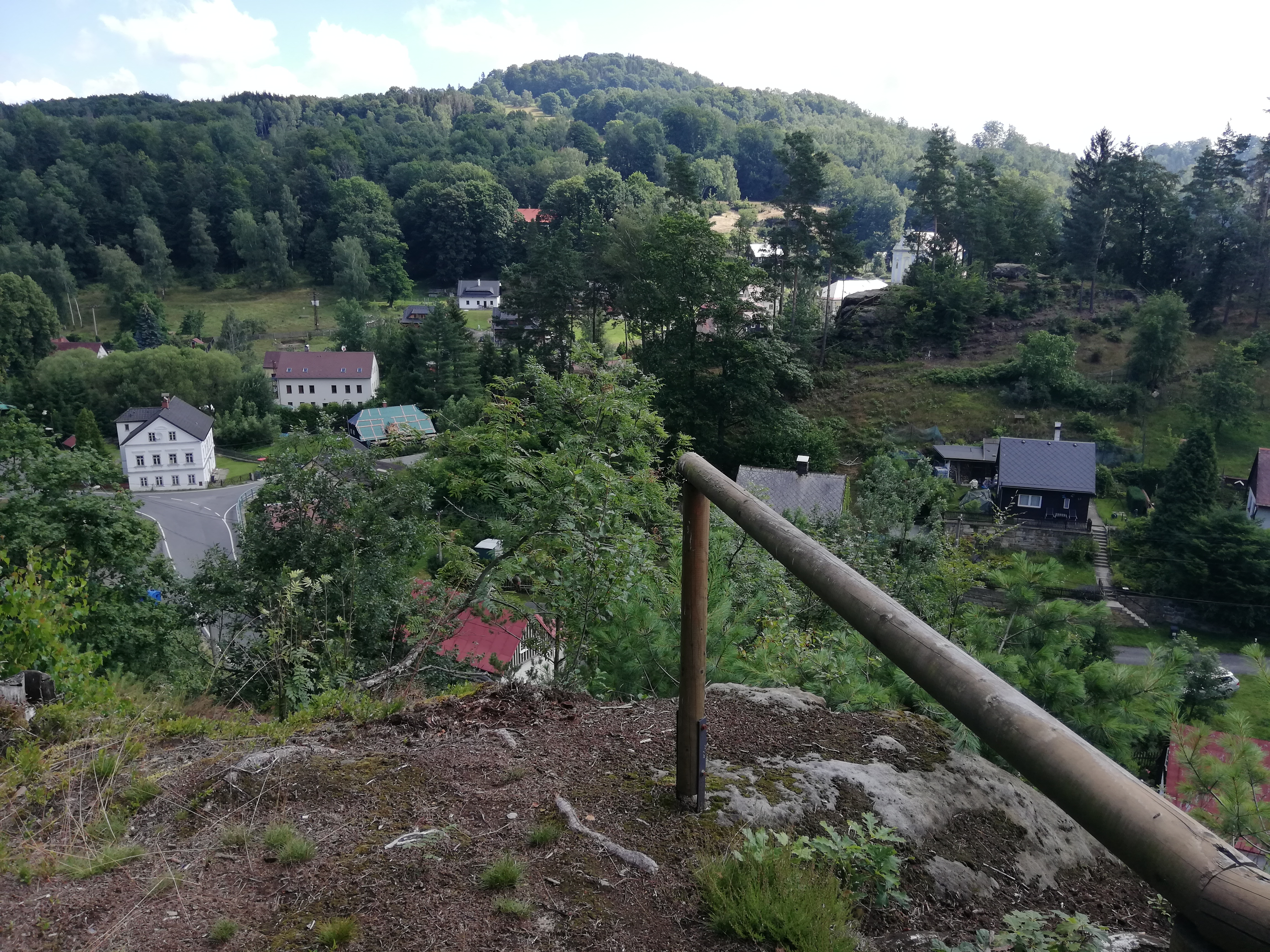
Pohled na Horní Prysk, v pozadí Ovčácký vrch
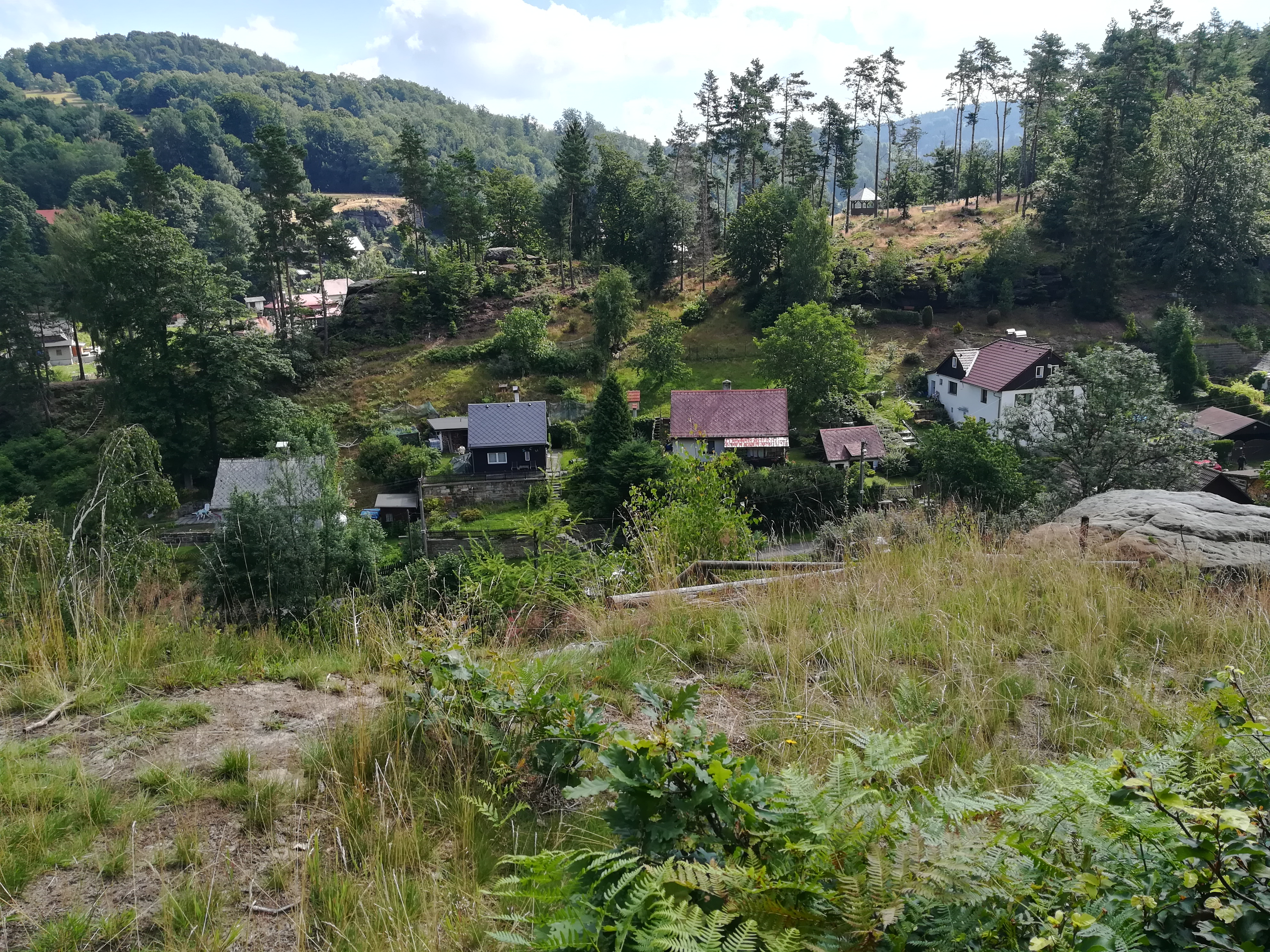
Pohled na Horní Prysk, na protějším kopci je vidět historický altán, dále v pozadí pak Ovčácký vrch